# Церква Покрови Пресвятої Богородиці (Ромни)
Церква Покрови Пресвятої Богородиці — пам'ятка народної дерев'яної архітектури. 
Церкву було збудовано в Ромнах 1764 -1770 рр. останнім кошовим Запорізької Січі Петром Калнишевським та Давидом Чорним, про що свідчив різьблений напис на одвірку західних дверей.

## Місце побудови
Стояла на Полтавській вулиці, на схилі Покровської гори при в'їзді до міста з боку Засулля, була однією з головних архітектурних домінант Ромен.

## Історія
1827—30 було здійснено капітальну поправу церкви, під час якої дубові стендари були замінені цегляним підмурком.
Пам'ятку досліджували М.Макаренко (1902, 1907), Л.Падалка (1905), С.Таранушенко (1920-ті рр.). Її замалював О.Сластіон. На початку 20 ст. біля дерев'яної Свято-Покровської церкви було споруджено однойменну муровану, тож відповідно до тогочасної традиції стара церква підлягала знесенню. Завдяки публікаціям М.Макаренка в петербурзьких журналах Свято-Покровська церква як видатна пам'ятка архітектури стала широко відомою. Імператорська археологічна комісія винесла ухвалу про необхідність її збереження, цю справу підтримали Полтавський церковно-археологічний комітет, єпархіальний церковний музей та полтавський архієпископ Іоанн. Завдяки його сприянню церкву було вирішено перенести до Полтави.
У 1907 р. її повторно дослідив М. О. Макаренко, а архітектор-реставратор П. П. Покришкін виконав точні архітектурно-археологічні обміри.
1907 зруб церкви розібрали на окремі бруси, їх перевезли до Полтави й храм склали в первісному вигляді на території архієрейської резиденції (на розі вул. Архієрейської і Монастирської, тепер вул. В. Козака і Монастирської), де він став діючою церквою. Це був перший в Україні приклад наукової музеєфікації пам'ятки народної дерев'яної архітектури.
1943 після відступу німецької армії з Полтави Свято-Покровську церкву було спалено.
«Програма відтворення видатних пам'яток історії та культури України», схвалена КМ України 23 квітня 1999, передбачає відновлення Свято-Покровської церкви в Ромнах.

## Внутрішня будова
При вступі в храм відкривалися висотою аж до парусів усі бані, об'єднані арками-вирізами. Суворість внутрішнього простору різко контрастувала з пишним чотириярусним золоченим іконостасом. 
Як відзначають мистецтвознавці, це був один із найцікавіших іконостасів доби рококо. Його Царські врата були прикрашені унікальною плоскорізьбою на тему Благовіщення, облямованою архітектурними мотивами. Вся композиція Райських врат була увінчана рельєфом української п'ятиверхої церкви. На різьблених консолях іконостаса вище намісних ікон були розміщені дерев'яні поліхромні скульптури євангелістів, виконані в народному стилі з виразними елементами бароко.

## Зовнішня будова
Покровська церква була складена з дубових брусів, за планом належала до хрещатих з невиділеним центром храмів, з гранчастими раменами просторового хреста. Зруби стін мали помітне звуження догори, що разом з двозаломними верхами створювало так звану телескопічну перспективу. Завершувала будівлю живописна група верхів. З великою майстерністю знайдено гармонійне співвідношення маси стін і маси верхів з їх урочистою динамікою. Внутрішня висота центральної дільниці становила 25,5 м, бічних - 21 м. Рукави просторового хреста сполучалися з центром широкими просвітами 11-метрової висоти, завдяки чому утворювався єдиний внутрішній простір, над яким "ширяли" ілюзорно невагомі 5 верхів. Інтер'єр пам'ятки був підкреслено аскетичним, розрахованим на різкий контраст з пишним 4-ярусним різьбленим позолоченим іконостасом рокайлевого характеру, виконаним осташківським різьбярем Сисоєм Шалматовим.